# Colin Moynihan
Colin Berkeley Moynihan (Ashtead, 13 de septiembre de 1955) es un político y deportista británico que compitió en remo como timonel.
Participó en dos Juegos Olímpicos de Verano en los años 1980 y 1984, obteniendo una medalla de plata en Moscú 1980 en la prueba de ocho con timonel. Ganó dos medallas en el Campeonato Mundial de Remo, oro en 1978 y plata en 1981.

## Palmarés internacional
| Juegos Olímpicos   | Juegos Olímpicos       | Juegos Olímpicos | Juegos Olímpicos        |
| Año                | Lugar                  | Medalla          | Prueba                  |
| ------------------ | ---------------------- | ---------------- | ----------------------- |
| 1980               | Moscú (URSS)           | Medalla de plata | Ocho con timonel        |
| Campeonato Mundial |                        |                  |                         |
| Año                | Lugar                  | Medalla          | Prueba                  |
| 1978               | Copenhague (Dinamarca) | Medalla de oro   | Ocho con timonel ligero |
| 1981               | Múnich (RFA)           | Medalla de plata | Ocho con timonel        |